# 石田舞
石田 舞（いしだ まい、1983年11月3日 - ）は、日本の元チアリーダー。NBAのシカゴ・ブルズのチアダンスチームに2008-2009シーズンの間所属し、その後指導者に転身した。

## 来歴
1983年、福島県郡山市に生まれ、その後秋田県秋田市に移り住む。中学・高校とバトン部にてバトンに取り組み、桜美林大学に進学した後は、高校の先輩である阿部美音子に師事し阿部のチアダンスチーム「Team-ZERO」に加入。日本国内のバスケットボールリーグであるJBL・bjリーグのショーにも出演した。
2007年にはアメリカ合衆国に渡り、ニューヨークのブロードウェイダンスセンターで学ぶ。翌2008年、NBAのシカゴ・ブルズのチアダンスチーム「Luvabulls」のオーディションに合格、2008-2009シーズンの間、所属した。2012年、阿部がディレクターを務めるbjリーグ・秋田ノーザンハピネッツチアダンスチームのインストラクターに就任し、後進の指導にあたっている。

## 参考資料
1. 1 2 3 4  “ハピネッツタイムズ” (PDF).   秋田ノーザンハピネッツ (2011年9月1日). 2013年4月22日閲覧。[リンク切れ]
2. 1 2  “チアダンスチーム”.   秋田ノーザンハピネッツ. 2013年4月22日閲覧。[リンク切れ]